# Armentaire (prêteur sur gage)
Pour les articles homonymes, voir Armentaire.
Armentaire ou Armentarius est un prêteur sur gage juif, travaillant dans les royaumes francs à l'époque des Mérovingiens. Il est assassiné à Tours en 584, provoquant une controverse afin de savoir qui était responsable. La principale source d'informations le concernant provient de Grégoire de Tours, qui fut évêque de Tours et historien,.

## L'assassinat
Armentaire est juif et prêteur sur gage. Des documents signalent qu'il a prêté de l'argent à Eunomius, comte de Tours, et à Iniuriosus, son adjoint, et qu'il doit être remboursé par une partie des impôts publics, propter tributa publica (« avance sur tributs publics »),.
Armentaire arrive à Tours pour encaisser l'argent. Il est accompagné « par un homme de la même religion et par deux chrétiens ». Le premier est manifestement un jeune juif, mais on ignore si les deux autres hommes sont des partenaires en affaire d'Armentaire ou simplement des gardes du corps. Les deux gouvernants de Tours invitent Armentaire à leur demeure, lui promettant le paiement de leur dette et des cadeaux. Armentaire et Iniuriosus dinent ensemble, puis Armentaire prend congé.
La suite n'est pas très claire. Les corps d'Armentaire et de son associé, ainsi que ceux des deux chrétiens sont découverts dans un puits voisin de la maison. L'argent ainsi que les documents en possession d'Armentaire ont disparu. Les domestiques d'Iniuriosus sont accusés du meurtre et impliquent leur maître. Grégoire signale que l'officier Médard peut être considéré comme un suspect alternatif, car lui aussi est un client de la victime,,,.
Iniuriosus nie toute implication dans le meurtre et se déclare innocent sous serment légal. La famille d'Armentaire demande que Childebert II, roi d'Austrasie, prenne une décision sur l'affaire. Iniuriosus se rend à la cour royale, probablement à Metz, pour son audition. Après avoir attendu en vain pendant trois jours ses accusateurs, il rentre à Tours. Les proches d'Armentaire ne s'étant pas présentés devant la cour, le procès est annulé et Iniuriosus n'est plus inquiété,.

## Interprétation
Jonathan Elukin examine l'affaire comme faisant partie de la « difficulté de caractériser l'expérience juive dans la société mérovingienne ». L'histoire telle que relatée par Grégoire de Tours, suggère certains faits sur le rôle d'Armentaire dans cette société. Il peut voyager librement, ce qui sous-entend un droit de liberté de circulation. Il semble avoir des relations financières établies de longue date avec les autorités de Tours. Le fait que ses clients l'invitent chez eux, et même partagent leur repas avec lui, n'est pas mentionné comme extraordinaire par Grégoire. Ceci semble prouver que les relations d'Armentaire avec les dirigeants francs sont « décontractées et courantes ». Pour les juifs en général, cela indique qu'ils peuvent fréquenter les chrétiens.
Un autre fait intéressant d'après Elukin, est que la famille d'Armentaire a la possibilité de porter l'affaire devant le roi. Il en déduit que cet accès au roi peut signifier qu'ils ont une « véritable influence ». Le fait qu'Iniuriosus s'en sorte, ne signifie pas nécessairement que ses accusateurs soient « impuissants ou abusés ». Ils ont peut-être décidés de ne pas poursuivre le procès, embarrassés par « l'absence d'évidence » concernant le responsable du crime.
Elukin attire aussi l'attention sur certains éléments absents de la narration. Celle-ci n'est suivie d'aucune morale ni message transmis. Il n'y a aucune critique de la victime, elle n'est présentée ni cupide ni sournoise. Les stéréotypes typiques des juifs sont absents, Grégoire rapporte les faits d'une « façon succincte et directe ». Il attire à peine l'attention sur l'identité juive de la victime. Le récit du meurtre fait partie du thème exprimé de longue date de l'histoire de Grégoire : « L'iniquité et le mystère de la société franque ».